# Балюк Іван Федорович
Іван Федорович Балюк (30 квітня 1919 — 13 січня 1993) — учасник Німецько-радянської війни, командир ескадрильї 54-го гвардійського винищувального авіаційного полку 1-ї гвардійської винищувальної авіаційної дивізії 16-ї повітряної армії Центрального фронту, гвардії капітан.
Герой Радянського Союзу (24.08.1943), полковник запасу (із 1973 року).

## Біографія
Народився 30 квітня 1919 року в місті Кролевець нині Сумської області (Україна) в сім'ї робітника. Українець.
Закінчив 7 класів неповної середньої школи, у 1937 році — Конотопський будівельний технікум.
У Червону Армію призваний у 1937 році Конотопським районним військкоматом Сумської області. У 1940 році закінчив Чугуївську військово-авіаційну школу пілотів. Учасник Німецько-радянської війни з червня 1941 року. Воював на Північно-Західному, Західному, Ленінградському, Сталінградському, Центральному та 1-му Білоруському фронтах. Брав участь в боях на Курській дузі. Член ВКП (б)/КПРС із 1945 року.
Командир ескадрильї 54-го гвардійського винищувального авіаційного полку (1-а гвардійська винищувальна авіаційна дивізія, 16-а повітряна армія, Центральний фронт) гвардії капітан Балюк до червня 1943 зробив 300 бойових вильотів, у 135 повітряних боях збив особисто 14 літаків противника і 3 — у групі.
Указом Президії Верховної Ради СРСР від 24 серпня 1943 року за зразкове виконання завдань командування та виявлені мужність і героїзм у боях із німецько-фашистськими загарбниками, гвардії капітану Балюку Івану Федоровичу присвоєно звання Героя Радянського Союзу з врученням ордена Леніна і медалі «Золота Зірка» (№ 1124).
Усього за роки війни здійснив понад 350 бойових вильотів, у 140 повітряних боях збив 16 ворожих літаків особисто і 3 — в складі групи М. Ю. Быков. Все Асы Сталина 1936—1953 гг. — Научно-популярное издание. — М. : ООО «Яуза-пресс», 2014. — 1392 с. — (Элитная энциклопедия ВВС) — 1500 прим. — ISBN 978-5-9955-0712-3. .
Після війни продовжував службу у ВПС СРСР. У 1951 році закінчив Військово-повітряну академію. Освоїв багато типів реактивних винищувачів. Із 1973 року полковник І. Ф. Балюк — в запасі.
Жив і працював у місті Ростові-на-Дону. Помер 13 січня 1993 року.

## Нагороди
- Медаль «Золота Зірка» Героя Радянського Союзу (№ 1124; 24.08.1943)
- Орден Леніна (24.08.1943)
- Два ордени Червоного Прапора (11.02.1942; 30.01.1943)
- Орден Олександра Невського (05.05.1945)
- Два ордени Вітчизняної війни I ступеня (7.12.1942; 11.03.1985)
- Орден Червоної Зірки
- Медалі, у тому числі:
  - Медаль «За оборону Сталінграда»
  - Медаль «За перемогу над Німеччиною у Великій Вітчизняній війні 1941—1945 рр.»
  - Медаль «За взяття Берліна»
  - Ювілейна медаль «Двадцять років Перемоги у Великій Вітчизняній війні 1941—1945 рр.»
  - Ювілейна медаль «Тридцять років Перемоги у Великій Вітчизняній війні 1941—1945 рр.»
  - Ювілейна медаль «Сорок років Перемоги у Великій Вітчизняній війні 1941—1945 рр.»

## Пам'ять
- Похований у Ростові-на-Дону.
- У місті Кролевець на будівлі школи № 1, у якій навчався І. Ф. Балюк, встановлено меморіальну дошку.